# Skansen (Trondheim)
Skansen er et område ved Nidareid vest for Midtbyen og øst for Ila i Trondheim i Norge. Området ligger mellem Nidelven og Trondheimsfjorden. Navnet har sin oprindelse fra middelalderlige befæstningen og det senere fæstningsanlæg Skansevollene med Skanseporten, som kontrollerede den eneste adgangsvej til byen fra land.
Efter at Trondheim mistede status som fæstningsby i 1816 blev befæstningen på Skansen gradvis nedrevet. I dag står blot to dele af Skansevollene, som er Kongens bastion og Dronningens bastion. Området er blevet omdannet til det grønne område Skanseparken, hvortil også Skansen småbådhavn.
Trondhjem–Størenbanen fik nyt trassé over Skansen i 1880 med endestation på Brattøra. Skansen Station blev åbnet i 1893, og jernbanebroen Skansen bru fra 1918 går over indløpet til Kanalen og til Brattøra.
Fra 1955-1978 eksisterede færgeruten Skansen–Vanvikan mellem Skansen og Vanvikan i Leksvik i dagens Indre Fosen kommune. Skansentunnelen på Nordre avlastningsvei går under Skansen og blev åbnet i 2010.